# NGC 2740
NGC 2740 (również PGC 25531) – galaktyka spiralna (Sab), znajdująca się w gwiazdozbiorze Wielkiej Niedźwiedzicy. Odkrył ją John Herschel 17 lutego 1831 roku.
Na niebie tuż obok niej widoczna jest NGC 2739. Przesunięcie ku czerwieni obu tych galaktyk jest podobne, dlatego prawdopodobnie stanowią one fizyczną parę, choć brak jest widocznych oznak oddziaływania grawitacyjnego między nimi.